# (184064) 2004 GM
(184064) 2004 GM là một tiểu hành tinh vành đai chính được phát hiện ngày 10 tháng 4 năm 2004 bởi James Whitney Young ở Đài thiên văn Núi bàn gần Wrightwood, California.